# 孔扎诺
孔扎诺（義大利語：Conzano），是意大利亚历山德里亚省的一个市镇。总面积11.62平方公里，人口1020人，人口密度87.8人/平方公里（2009年）。ISTAT代码为006061。